# Sebastiano Martinelli
Sebastiano Martinelli, OESA (Borgo Sant'Anna, Lucca, 20 de agosto de 1848 - Roma, 4 de julho de 1918) foi um diplomata e cardeal da Igreja Católica.

## Vida
Martinelli era filho de Cosma Martinelli e Maddalena Pardini e irmão do também cardeal Tommaso Martinelli. Estudou no Seminário em Lucca e no Collegio Sant'Agostino em Roma. Entrou para a Ordem dos Eremitas de Santo Agostinho em 6 de dezembro de 1863; professou em 6 de janeiro de 1865.
Ordenado ao sacerdócio em 4 de março de 1871, Roma, por Pietro de Villanova Castellacci, arcebispo titular de Petra, vice-gerente de Roma. Professor de teologia no Collegio Santa Maria in Pusterula, Roma. Nomeado postulador causarum servorum Dei da ordem agostiniana em 1881. Prior geral de sua Ordem, 1889; reeleito, 1895. Nomeado delegado apostólico nos Estados Unidos, 18 de abril de 1896.
Em 18 de agosto de 1896, foi eleito pelo Papa Leão XIII como Arcebispo titular de Éfeso. A ordenação episcopal aconteceu em 30 de agosto do mesmo ano, pelo Cardeal Secretário de Estado Mariano Rampolla; os co- consagradores foram Dom Guglielmo Pifferi, OESA, sacristão papal, e Dom Vincenzo Giuseppe Veneri, Bispo de Amélia. Tomou posse da delegação em 4 de outubro de 1896.
Criado cardeal-presbítero em 15 de abril de 1901; recebeu chapéu vermelho e título de S. Agostino, 9 de junho de 1902. Participou do conclave de 1903, que elegeu o Papa Pio X. Visitador apostólico do Hospício Catecumenal, 1904. Membro da comissão para a codificação do direito canônico, 1906-1917. Camerlengo do Sagrado Colégio dos Cardeais, 15 de abril de 1907 até 29 de abril de 1909. Prefeito da Sagrada Congregação dos Ritos de 8 de fevereiro de 1909 até sua morte. Não participou do conclave de 1914, que elegeu o Papa Bento XV, devido à doença.
Cardeal Martinelli morreu em 4 de julho de 1918, na Casa Agostiniana de Sant'Anna no Vaticano. O funeral ocorreu na igreja de S. Agostino, Roma; e ele foi enterrado no mausoléu agostiniano, Cemitério Campo Verano, Roma.